# I Inspekcja Armii Cesarstwa Niemieckiego
I Inspekcja Armii Cesarstwa Niemieckiego (niem. I. Armeeinspektion) – jedna z inspekcji armii Cesarstwa Niemieckiego.

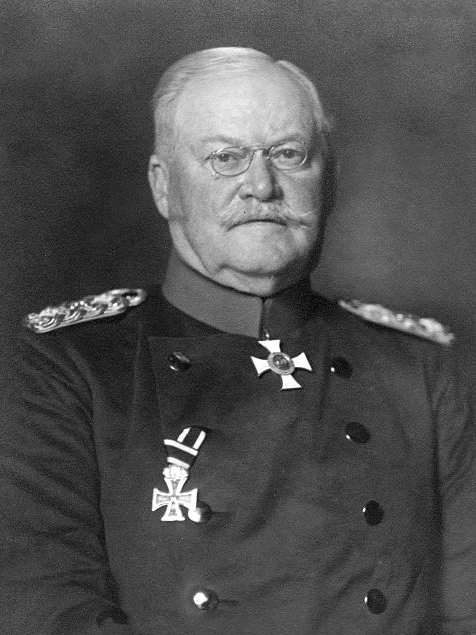
Maximilian von Prittwitz und Gaffron

## Stan na rok 1889
- Generalny Inspektor: Generaloberst Albrecht Hohenzollern
- Miejsce stacjonowania: Hanower
- Podległe korpusy armijne:
  - I Korpus Armijny – Królewiec
  - II Korpus Armijny – Szczecin
  - X Korpus Armijny – Hanower

## Stan na rok 1900
- Miejsce stacjonowania: Berlin
- Podległe korpusy armijne:
  - I Korpus Armijny
  - II Korpus Armijny
  - IX Korpus Armijny – Hamburg-Altona
  - X Korpus Armijny
  - XVII Korpus Armijny – Gdańsk

## Stan na rok 1914
- Generalny Inspektor: Generaloberst Maximilian von Prittwitz und Gaffron
- Miejsce stacjonowania: Gdańsk
- Podległe korpusy armijne:
  - I Korpus Armijny
  - XVII Korpus Armijny
  - XX Korpus Armijny – Olsztyn